# Peer-Uwe Teska
Peer-Uwe Teska (* 3. März 1955 in Görlitz) ist ein deutscher Film- und Theaterschauspieler.

## Leben
Teska wuchs in Magdeburg auf. Nach dem Abitur im Jahr 1973 leistete er bis 1975 seinen Wehrdienst bei der NVA. Danach studierte er bis 1978 Biochemie an der KMU Leipzig. Von 1978 bis 1982 folgte ein Schauspielstudium an der Theaterhochschule „Hans Otto“ Leipzig.
Zwischen 1980 und 1982 übernahm Teska erste Rollen im Studio Leipzig. Ab 1982 trat er am Landestheater Halle und später am neuen theater Halle auf, wo er seither in mehr als 100 Rollen zu sehen war. Ab Mitte der 1980er Jahre folgten erste Auftritte in Film und Fernsehen. In der Fernsehreihe Polizeiruf 110 stellte er in mehreren Folgen wechselnde Personen dar. Im Jahr 1986 erhielt er als Mitglied des Schauspielerkollektivs des Fernsehfilms Ernst Thälmann den Nationalpreis II. Klasse.
Nach der Wende war Teska in Fernsehserien wie Tatort, In aller Freundschaft oder SOKO Leipzig zu sehen. Seine erste Rolle in einem Kinofilm hatte er 2003 in Dito Tsintsadzes Schussangst. 2009 spielte er unter der Regie von Peter Timm in der romantischen Tragikomödie Liebe Mauer. Im Jahr 2012 trat Teska im zweiteiligen Fernsehfilm Der Turm auf, einer Verfilmung des gleichnamigen Romans von Uwe Tellkamp. Teska ist auch Sprecher in Hörfunkproduktionen. Seine Tochter Karoline Teska ist ebenfalls Schauspielerin.

## Filmografie
- 1984: Der Lude
- 1985: Polizeiruf 110: Verführung (Fernsehreihe)
- 1986: Ernst Thälmann (Fernsehfilm)
- 1989: Polizeiruf 110: Variante Tramper (Fernsehreihe)
- 1993: Polizeiruf 110: In Erinnerung an … (Fernsehreihe)
- 1993: Tatort: Laura mein Engel (Fernsehreihe)
- 1995: Das Versprechen
- 1996: Polizeiruf 110: Kleine Dealer, große Träume (Fernsehreihe)
- 1996: In aller Freundschaft (Fernsehserie)
- 1999: Tatort: Tödlicher Galopp (Fernsehreihe)
- 2000: Küss mich, Frosch (Fernsehfilm)
- 2000: Drehkreuz Airport (Fernsehserie)
- 2001: In aller Freundschaft (Fernsehserie)
- 2002: Wie erziehe ich meine Eltern? (Fernsehserie)
- 2003: Schussangst
- 2003: SOKO Leipzig: Schlangengrube
- 2003: Polizeiruf 110: Rosentod (Fernsehreihe)
- 2004: Hunger auf Leben (Fernsehfilm)
- 2006: Krimi.de (Fernsehserie)
- 2006: Ein Engel für alle (Fernsehserie)
- 2006: Tierärztin Dr. Mertens (Fernsehserie)
- 2006: SOKO Leipzig: Kerle (Fernsehserie)
- 2006: Tatort: Schlaflos in Weimar (Fernsehreihe)
- 2007: Heimweh nach Drüben (Fernsehfilm)
- 2007: Zu schön für mich (Fernsehfilm)
- 2008: Polizeiruf 110: Taximord (Fernsehreihe)
- 2008: Terra X – August der Starke (Fernsehserie)
- 2009: Liebe Mauer
- 2012: Barbara
- 2012: Der Turm (Fernsehfilm)
- 2014: Keine Zeit für Träume
- 2016: Die Täter – Heute ist nicht alle Tage (Fernsehfilm)
- 2019: Wolfsland – Das heilige Grab (Fernsehreihe)
- 2023: Der schönste Tag (Fernsehreihe)
- 2023: Spreewaldkrimi: Bis der Tod euch scheidet (Fernsehreihe)
- 2024: Familie Anders: Die rosarote Brille (Fernsehreihe)

## Theaterrollen
- 2009: Ulf in Blütenträume (Lutz Hübner), Regie: Günther Beelitz, neues theater Halle
- 2010: Alonso in Der Sturm (William Shakespeare), Regie: Christoph Werner, Neues Theater Halle
- 2010: Sir Toby Rülp in Was ihr wollt (William Shakespeare), Regie: Tanja Richter, Neues Theater Halle
- 2011: Thibaut und Perrin in Arzt wider Willen (Molière), Regie: Michael Schweighöfer, Neues Theater Halle
- 2012: Bassa Salim in Die Entführung aus dem Serail (Wolfgang Amadeus Mozart), Inszenierung: Fred Berndt, Goethe-Theater Bad Lauchstädt

## Hörspiele
- 2001: Józef Ignacy Kraszewski: Gräfin Cosel (Leutnant Ducharmoi) – Regie: Walter Niklaus (Hörspiel (5 Teile) – MDR)